# Jerzy Bromirski
Jerzy Bromirski (ur. 13 maja 1915 w Kijowie, zm. 14 marca 1989 we Wrocławiu) – polski inżynier elektryk, prof. dr hab.

## Życiorys
Urodził się 1915 w Kijowie. Studia na kierunku inżynieria elektryczna ze specjalnością telemechanika ukończył w 1950 r. Od 1948 r. pracował jako wykładowca Politechniki Wrocławskiej, będąc współorganizatorem Katedry Telemechaniki i Automatyki. W 1954 r. został mianowany zastępcą profesora i kierownikiem Zakładu Urządzeń Telemechanicznych w ramach tej Katedry, stopień kandydata nauk technicznych uzyskał w 1957 r., a rok później mianowano go docentem. W 1963 r. był twórcą Katedry Konstrukcji Maszyn Cyfrowych. Tytuł profesora nadzwyczajnego uzyskał w 1964, a w 1972 r. otrzymał nominację profesorską. W latach 1955–1956 pełnił funkcję dziekana Wydziału Łączności, ponadto był także prodziekanem tego wydziału, zaś w latach 1971–1978 sprawował funkcję dziekana Wydziału Elektroniki, a następnie do 1981 r. dziekana Wydziału Informatyki i Zarządzania. Autor ok. 70 prac naukowych, promotor 34 doktorów.
Był wśród organizatorów Wrocławskich Zakładów Elektronicznych ELWRO, w których w latach 1959–1961 pracował jako główny konstruktor, a następnie do 1966 r. jako przewodniczący Rady Techniczno-Naukowej, ponadto współtworzył czasopismo Maszyny matematyczne (późniejsza Informatyka) i w latach 1968–1969 przewodniczył jego radzie programowej. Od 1976 r. był zastępcą redaktora naczelnego kwartalnika Polskiej Akademii Nauk Podstawy sterowania.
Zmarł 14 marca 1989 r. we Wrocławiu i został pochowany na cmentarzu św. Rodziny przy ul. Smętnej we Wrocławiu.

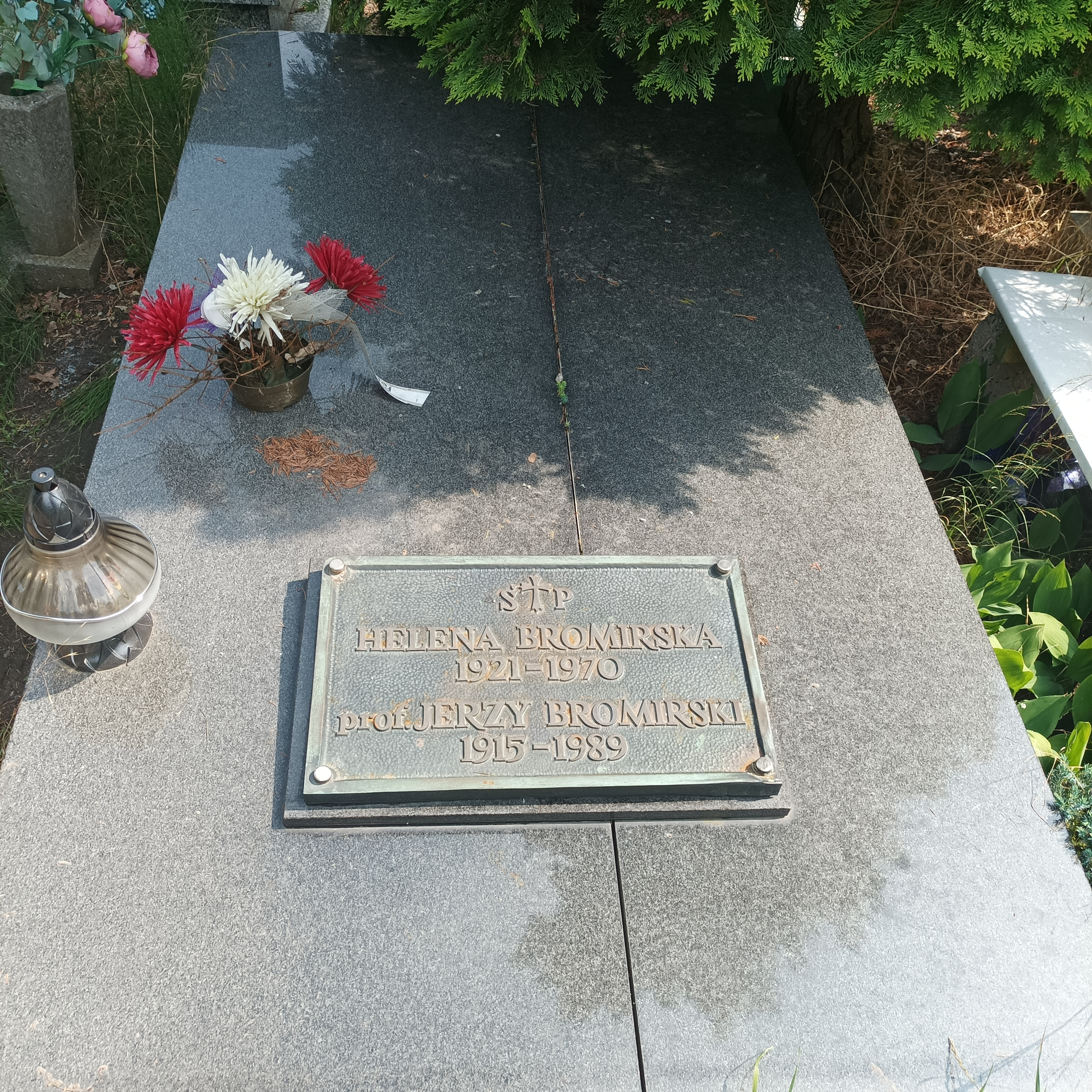
Grób prof. Jerzego Bromirskiego na Cmentarzu Świętej Rodziny

## Odznaczenia
Odznaczony m.in.:
- Złoty Krzyż Zasługi (1958)
- Krzyż Kawalerski Orderu Odrodzenia Polski (1967)
- Odznaka tytułu honorowego „Zasłużony Nauczyciel Polskiej Rzeczypospolitej Ludowej” (1975)
- Medal Komisji Edukacji Narodowej (1980)
- Medal „Za udział w wojnie obronnej 1939” (1982)